# Anna Haak
Anna Haak (født 19 september 1996) er en svensk volleyballspiller, der spiller for Sveriges volleyballlandshold og det franske hold ASPTT Mulhouse. Anna er søster til Isabelle Haak, der også spiller volleyball på eliteniveau.